# Regimento Interno do Senado Federal do Brasil
O Regimento Interno do Senado Federal do Brasil é  o diploma legal que rege, com égide na Constituição, o processo legislativo, os trâmites jurídicos e o funcionamento administrativo do Senado Federal, a câmara alta que, junto com a Câmara dos Deputados, formam o Congresso Nacional do Brasil.

## História
O Senado do Brasil foi criado em 25 de março de 1824 pela Constituição Imperial brasileira de 1824 e sendo instalado nos primeiros anos do Império do Brasil. Efetivamente inaugurado no dia 6 de maio de 1826, data em que foi realizada a sessão de abertura da primeira legislatura da Assembléia Geral Legislativa, em reunião conjunta do Senado e da Câmara dos Deputados. De modo que já construiu o seu regimento interno em várias épocas, uma delas foi o regimento instituído no dia 3 de Agosto de 1831, republicado juntamente com o Regimento Comum,  pela Typographia Nacional em 1883.

### Regimento atual
O Regimento atual, com as devidas modificações evolutivas do Direito Brasileiro, foi instituído pela Resolução no
93, de 1970.

### Finalidade legal
Regimento Interno do Senado do Brasil é o documento que emana e constitui um conjunto de normas e princípios que fundamentam as funções legislativas (consistentes na elaboração de leis definidas como de competência do Legislativo Federal, conforme preceitos constitucionais); administrativas (consistentes na elaboração de medidas que destinam-se à organização dos serviços internos, tais como composição da Mesa Diretora, constituição das comissões, bancadas partidárias, organização do funcionalismo, estruturação e organização de seus serviços auxiliares) e fiscalizadoras (consistentes na fiscalização e controle dos atos do Poder Executivo, assim como de atos de representantes da administração pública) do Congresso Nacional do Brasil.